# The White Medicine Man
The White Medicine Man è un cortometraggio muto del 1911 diretto da Francis Boggs.
Nello stesso anno, in novembre, uscì un altro The White Medicine Man diretto da Milton J. Fahrney.

## Produzione
Il film fu prodotto dalla Selig Polyscope Company.

## Distribuzione
Distribuito dalla General Film Company, il film - un cortometraggio in una bobina - uscì nelle sale cinematografiche statunitensi il 
4 luglio 1911.